# Quadrivelocità
In fisica, in particolare nella teoria della relatività ristretta e in relatività generale, la quadrivelocità di un oggetto è un quadrivettore, ambientato nello spaziotempo di Minkowski, che generalizza la velocità tridimensionale definita nella meccanica classica. Si tratta di una grandezza cinematica tale per cui la velocità della luce è costante in ogni sistema di riferimento inerziale.

## Definizione
Nello spaziotempo di Minkowski l'evoluzione delle coordinate spaziali di un oggetto nel tempo è descritta da una curva, che è parametrizzata dal tempo proprio. La quadrivelocità è il vettore che ha per componenti la variazione delle coordinate spaziali e temporali rispetto al tempo proprio. La sua norma, invariante per trasformazioni di Lorentz, è solitamente posta uguale alla velocità della luce {\displaystyle c} (esso ha quindi solo direzione variabile). 
Esplicitamente, la quadrivelocità è definita come il vettore:
{\displaystyle v^{\mu }=\gamma \left(c,\mathbf {v} \right)}
dove {\displaystyle \gamma } è il fattore di Lorentz:
{\displaystyle \gamma ={\frac {1}{\sqrt {1-{\frac {\|\mathbf {v} \|^{2}}{c^{2}}}}}}}
con {\displaystyle \|\mathbf {v} \|} la norma euclidea della velocità classica {\displaystyle \mathbf {v} }.

## Derivazione
In meccanica classica la traiettoria di un oggetto è descritta in tre dimensioni dalle sue coordinate {\displaystyle x_{i}(t)}, con {\displaystyle i\in \{1,2,3\}}, espresse in funzione del tempo {\displaystyle t}:
{\displaystyle \mathbf {x} =\left(x_{i}(t)\right)={\begin{bmatrix}x_{1}(t)\\x_{2}(t)\\x_{3}(t)\\\end{bmatrix}}}
dove {\displaystyle x_{i}(t)} è l'i-esima componente della posizione al tempo {\displaystyle t}. Le componenti della velocità {\displaystyle {\mathbf {v} }} nel punto {\displaystyle p} tangente alla traiettoria sono:
{\displaystyle {\mathbf {v} }={\mathrm {d} \mathbf {x}  \over \mathrm {d} t}=\left({\mathrm {d} x_{i} \over \mathrm {d} t}\right)=\left({\frac {\mathrm {d} x_{1}}{\mathrm {d} t}}\;,{\frac {\mathrm {d} x_{2}}{\mathrm {d} t}}\;,{\frac {\mathrm {d} x_{3}}{\mathrm {d} t}}\right)}
dove le derivate sono valutate in {\displaystyle p}.
Nello spaziotempo di Minkowski le coordinate sono {\displaystyle x^{\mu }(\tau )}, con {\displaystyle \mu \in \{0,1,2,3\}}, in cui {\displaystyle x_{0}} è la componente temporale moltiplicata per c. La parametrizzazione avviene inoltre in funzione del tempo proprio {\displaystyle \tau }:
{\displaystyle x^{\mu }(\tau )={\begin{bmatrix}x_{0}(\tau )\\x_{1}(\tau )\\x_{2}(\tau )\\x_{3}(\tau )\\\end{bmatrix}}={\begin{bmatrix}ct\\x_{1}(t)\\x_{2}(t)\\x_{3}(t)\\\end{bmatrix}}}
Considerando il fenomeno detto dilatazione dei tempi:
{\displaystyle t=\gamma \tau \,}
la quadrivelocità relativa a {\displaystyle \mathbf {x} (\tau )} è definita come:
{\displaystyle v^{\mu }={\frac {\mathrm {d} x^{\mu }(\tau )}{\mathrm {d} \tau }}}

### Componenti
La relazione tra {\displaystyle t} e {\displaystyle x_{0}} è data da
{\displaystyle x_{0}=ct=c\gamma \tau \,}
Effettuando la derivata rispetto al tempo proprio {\displaystyle \tau \,} si ottiene la componente {\displaystyle v^{\mu }} per {\displaystyle \mu =0}:
{\displaystyle v_{0}={\frac {\mathrm {d} x_{0}}{\mathrm {d} \tau \;}}=c\gamma }
Utilizzando la regola della catena, per {\displaystyle \mu =i=1,2,3} si ha:
{\displaystyle v_{i}={\frac {\mathrm {d} x_{i}}{\mathrm {d} \tau }}={\frac {\mathrm {d} x_{i}}{\mathrm {d} x_{0}}}{\frac {\mathrm {d} x_{0}}{\mathrm {d} \tau }}={\frac {\mathrm {d} x_{i}}{\mathrm {d} x_{0}}}c\gamma ={\frac {\mathrm {d} x_{i}}{\mathrm {d} (ct)}}c\gamma ={1 \over c}{\frac {\mathrm {d} x_{i}}{\mathrm {d} t}}c\gamma =\gamma {\frac {\mathrm {d} x_{i}}{\mathrm {d} t}}=\gamma v_{i}}
dove si è sfruttato il fatto che in meccanica classica:
{\displaystyle v_{i}={dx_{i} \over dt}}
La quadrivelocità è pertanto:
{\displaystyle v^{\mu }=\gamma \left(c,\mathbf {v} \right)}

## Norma
Per calcolare la norma che è costante, prendiamo il seguente caso: sistema a riposo {\displaystyle \gamma =1} e {\displaystyle \mathbf {v} =0}, pertanto {\displaystyle v^{\mu }=(c,0,0,0)} e la direzione del vettore è l'asse temporale.
Si ha:
{\displaystyle v_{\mu }v^{\mu }=c^{2}}
se la segnatura della metrica di Minkowski è {\displaystyle (-1,1,1,1)}:
{\displaystyle v_{\mu }v^{\mu }=-c^{2}}
e inoltre: 
{\displaystyle \|v^{\mu }\|={\sqrt {|v_{\mu }v^{\mu }|}}=c}
La norma della quadrivelocità è dunque pari alla velocità della luce. La norma della trivelocità {\displaystyle \mathbf {v} } non è ovviamente un invariante (tranne il caso in cui {\displaystyle \mathbf {v} =c}). Differenziando, nella trivelocità {\displaystyle \mathbf {v} }, una componente di trascinamento, {\displaystyle v_{0}}, e una componente riferita al sistema in moto, {\displaystyle \mathbf {v} _{1}}, si può calcolare la diminuzione di {\displaystyle \mathbf {v} _{1}}quando essa è misurata nel sistema in quiete.